# Morfologia urbana
Lo studio della morfologia urbana si occupa dell'indagine delle agglomerazioni urbane, della loro formazione e della loro trasformazione, ossia delle linee fondamentali dello sviluppo del tessuto urbano. 
La morfologia urbana cerca di comprendere la struttura soggiacente a aree metropolitane, città, paesi e villaggi, esaminando gli schemi degli elementi che la compongono, come parte del processo del loro sviluppo. 
La morfologia urbana è quindi lo studio degli elementi regolari del tessuto urbano, soggiacenti al caos apparente da cui si possono astrarre. Questo approccio sfida la percezione comune degli ambienti caotici o imprevisti, organici, attraverso la comprensione delle strutture e dei processi soggiacenti all'urbanizzazione.
I concetti base della morfologia sono stati espressi per la prima volta negli scritti di Goethe (1790), anche se il termine come tale compare per la prima volta nelle bioscienze. Oggi è sempre più utilizzato in geografia, geologia, filologia e altri. Negli studi anglosassoni della geografia, la morfologia urbana è vista come un particolare campo di studio, in cui sono stati pionieri gli statunitensi Lewis Mumford, James Vance e Sam Bass Warner, e l'inglese Peter Hall.

## Il progetto Corine Land - Cover
Ad esempio, a livello europeo, l'European Environment Agency ha presentato il progetto Corine - Land Cover, "specificamente destinato al rilevamento e al monitoraggio, ad una scala compatibile con le necessità comunitarie, delle caratteristiche del territorio, con particolare attenzione alle esigenze di tutela".
Le agglomerazioni urbane definite come Urban Morphological Zones sono il risultato dello studio sulla copertura del suolo fotografata dai satelliti nell'ambito del progetto CORINE Cover Land. Essa considera urbani i poligoni di territorio edificati con cesure non edificate di non oltre 200 metri. Le aree risultanti vengono suddivise in UMz 1 (oltre 500 000 abitanti), UMZ 2 (100-500.000) e UMZ 3 (50-100.000). I dati GISCO sulla popolazione sono però da considerare indicativi in quanto non sono disponibili suddivisioni sub-comunali ufficiali adatte allo studio.